# Louisvilles sexdagars
Louisvilles sexdagars var ett amerikanskt sexdagarslopp i bancykling som avhölls i Louisville, Kentucky, vid tre tillfällen under 1930-talet och därtill med ett enstaka återupplivningsförsök 1957.

## Podieplaceringar
| År                   | Vinnare                     | Tvåa                        | Trea                           |
| 1934/1935 feb.       | Harold Nauwens Jack Sheehan | George Dempsey Tommy Flynn  | Louis Cohen James Corcoran     |
| 1935/1936 okt.       | Jack Gabell Cecil Yates     | Jerry Rodman Gus Rys        | Eddy Trieste Frank Turano      |
| 1936/1937 apr.       | William Peden Jules Audy    | Henry O'Brien Jack Sheehan  | Harold Nauwens Henri Lepage    |
| 1937/1938– 1955/1956 | ej avhållet                 |                             |                                |
| 1956/1957 feb./mar.  | Alfred Strom John Tressider | Herbert Weinrich Heinz Zoll | Mino De Rossi Marino Morettini |